# Weihplatte

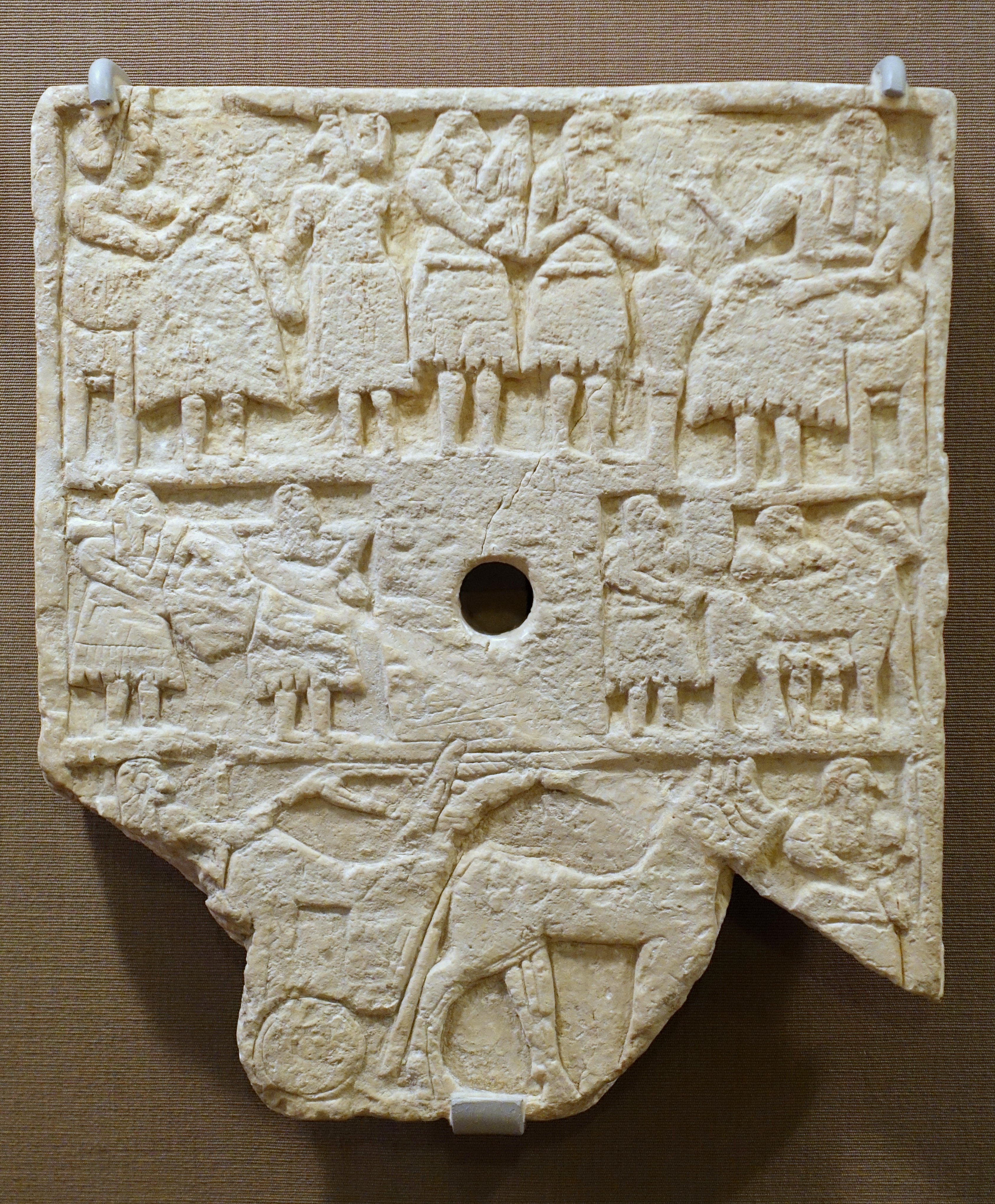
Weihplatte aus Tell Agrab, Šaratempel, Frühdynastische Zeit, ca. 2700–2600 v. Chr., Chicago

Als Weihplatten werden in der Vorderasiatischen Archäologie nahezu quadratische Steinplatten von 8–50 cm Seitenlänge aus dem 3. Jahrtausend v. Chr. bezeichnet, die in der Mitte ein Loch aufweisen. Sie sind überwiegend in erhabenem Relief verziert; es gibt aber auch gelegentlich ritzverzierte, nur mit Text versehene oder ganz unverzierte Exemplare. Weihplatten sind fast ausschließlich in Tempelbezirken gefunden worden, ganz überwiegend in Städten des südlichen Mesopotamiens. Sie waren wahrscheinlich in die Wände der Tempel eingelassen und gehörten als Weihgaben von Herrschern und Angehörigen der Elite zur Tempelausstattung. Bisher sind etwas mehr als 100 Weihplatten (incl. Fragmente) veröffentlicht. Sie stammen aus den sumerisch geprägten Städten Ur, Girsu, Umma, Larsa, Umm-al-'Aqāriba, Nippur, Ešnunna, Tutub, Tell Agrab, aber auch aus einigen Städten Nordmesopotamiens und Syriens, wie Assur, Mari, Ebla und Tuttul. Aus Nippur und den Fundorten im Diyala-Gebiet sind bislang noch nicht veröffentlichte Weihplatten in der Forschungsliteratur erwähnt.

## Darstellung

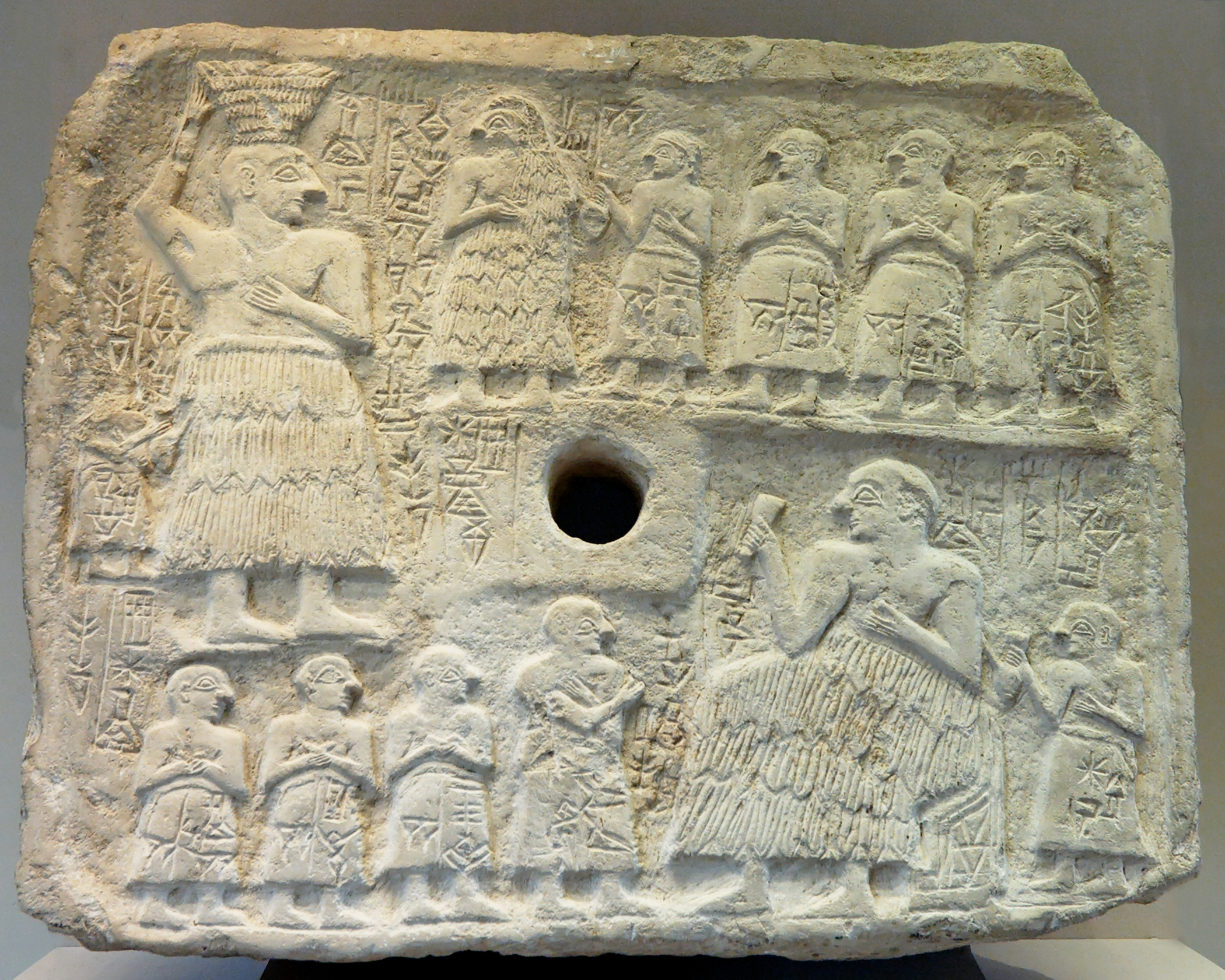
Weihplatte des Königs Urnanše aus Girsu, ca. 2450 v. Chr., Louvre AO2344

Die von einem Steg umrandete Bildfläche ist bei den älter-frühdynastischen Weihplatten in der Regel in drei horizontale Register eingeteilt, wobei das mittlere durch die Durchbohrung unterbrochen ist. Dargestellt sind Bankettszenen, Festvorbereitungen, Musikanten, Ringkämpfer, Kampfwagen, Tierkampfszenen oder Boote. Ab der jünger-frühdynastischen Zeit sind vielfach auch die Stifter selbst, entweder allein oder mit weiteren Familienmitgliedern, abgebildet, wobei die Registereinteilung zunehmend aufgegeben wird. Ab dieser Zeit sind die Weihplatten auch regelmäßig mit Weihinschriften versehen, in denen auf den Bau oder die Ausschmückung des Tempels verwiesen wird. Ab der akkadischen Zeit bezieht sich die Weihinschrift regelmäßig auf das Leben des Stifters oder seines Herrschers. Akkadische und Neusumerische Weihplatten weisen vielfach nur noch eine eingravierte Inschrift in sumerischer oder akkadischer Sprache auf.

### Beispiel einer Stifterinschrift
| ur-dNanše     | Ur-Nanše,                   |
| lugal-lagaš   | der König von Lagaš,        |
| dumu-gu-NI.DU | der Sohn des Gunidu,        |
| dumu-gur-sar  | des Sohnes des Gursar,      |
| é-dNin-gír-su | hat den Tempel des Ningirsu |
| mu-dù         | gebaut,                     |
| abzu-bàn-da   | hat das Abzubanda           |
| mu-dù         | gebaut,                     |
| é-dNanše      | hat den Tempel der Nanše    |
| mu-dù         | gebaut.                     |

## Datierung
Die ältesten sicher datierten verzierten Weihplatten stammen aus Schichten der frühen Frühdynastischen Zeit (ca. 2800 v. Chr.) in Ešnunna. Die Tradition ihrer Weihung setzt sich bis zur Ur-III-Zeit fort. Die jüngste inschriftlich datierte Weihplatte mit einer Inschrift des Amar-Suena von Ur (2046–2038 v. Chr.) ist im nordmesopotamischen Assur gefunden worden.

## Funktion
Keine einzige Weihplatte wurde in situ gefunden. Die Grundform und die in einigen Fällen über den Bildrahmen hinausreichende, weniger sorgfältig bearbeitete Randzone mit mehreren Befestigungslöchern sprechen jedoch eindeutig für eine vertikale Anbringung an Lehmziegelmauern. Dabei dürften die Flächen außerhalb des Bildrahmens unter dem Wandverputz gelegen haben und nicht sichtbar gewesen sein. Durch das Loch in der Mitte der Weihplatte ist vermutlich ein Pflock oder Nagel in die Wand getrieben worden. Mit Hilfe dieses Pflocks konnte eine Tür verschlossen und der Tonverschluss gesiegelt werden. Abdrücke auf der Rückseite von Türverschlüssen aus Nippur aus der Ur-III-Zeit belegen zumindest für diese späte Zeit der Weihplatten diese Anbringung.

## Stifter

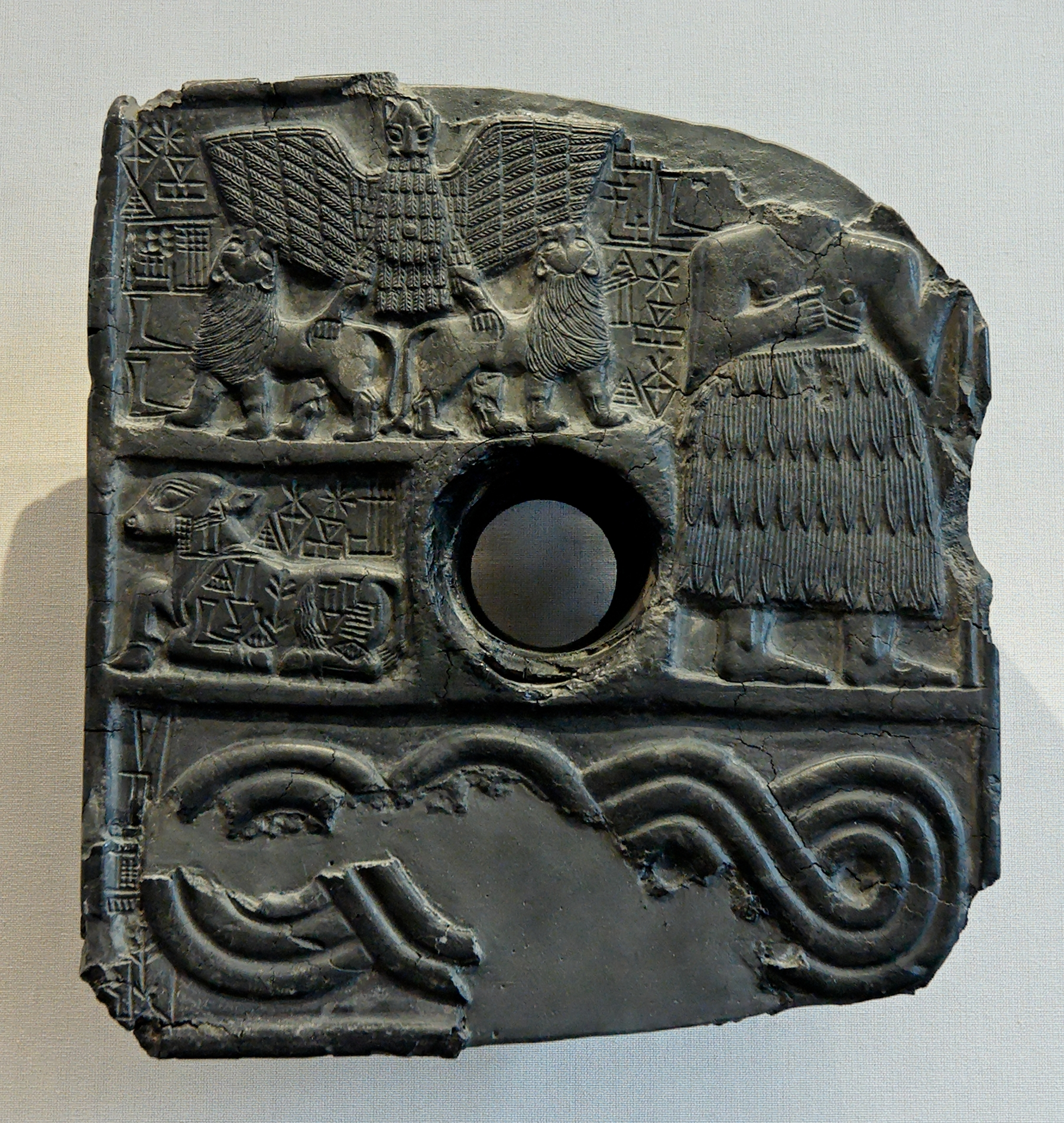
Weihplatte des Tempelverwalters Dudu aus Girsu, ca. 2400 v. Chr., Louvre AO2394

Soweit die Weihplatten mit Inschriften versehen sind, stammen diese überwiegend von Herrschern, die in der Regel auf den Bau oder die Ausschmückung desjenigen Tempels Bezug nehmen, in dem die Weihplatte angebracht gewesen ist. Zumindest diese Exemplare dürften daher zur ursprünglichen Ausstattung des Tempels gehört haben. Ab der jünger-frühdynastischen Zeit erfolgte die Weihung den Inschriften zufolge häufiger für das Leben des Stifters oder seines Oberherrn. Diese Platten können demzufolge auch nachträglich für einen bereits bestehenden Bau gestiftet worden sein. Als Stifter belegt sind neben Herrschern Angehörige der Königsfamilie, aber auch Priester, Schreiber, Handwerker und in einem Fall ein Großkaufmann.